# Piove (film)
Piove è un film del 2022 diretto da Paolo Strippoli.

## Trama
A Roma, per uno strano fenomeno, nel sistema fognario una sostanza grigia emana un vapore a contatto con l'acqua piovana; tale vapore, se inalato, provoca nelle persone allucinazioni sempre più forti che sfociano nell'alterazione fisica e in comportamenti violenti. Ciò provoca in tutta la città un'ondata di omicidi che nessuno riesce a spiegarsi.
Thomas è un padre vedovo che si destreggia tra due lavori per mantenere sé stesso e i figli Enrico e Barbara. La famiglia è ancora traumatizzata da una recente tragedia, ovvero la perdita della matriarca Cristina. Quest'ultima, una sera, era andata con Enrico al posto di Thomas a prendere Barbara da una festa, ma avevano avuto un grave incidente d'auto quando Enrico aveva fatto scoppiare inavvertitamente un palloncino che Barbara aveva portato con sé. I figli erano sopravvissuti, sebbene Enrico è rimasto con una cicatrice al volto e Barbara ha perso l'uso delle gambe.
Dalla morte di Cristina, il rapporto tra Enrico e Thomas ha subito un duro colpo; Thomas trascura il figlio per dedicarsi alla riabilitazione di Barbara, mentre Enrico, che si colpevolizza per l'incidente, ha assunto un comportamento autodistruttivo, marinando la scuola e frequentando una prostituta nel tentativo di sopperire alla mancanza della genitrice. La situazione peggiora ulteriormente quando sia Thomas che Enrico inalano separatamente il vapore e Thomas assume comportamenti sempre più violenti.
Un giorno, Enrico si ricongiunge con l'amico Gianluca (da cui si era allontanato dalla morte di Cristina) e lo convince a saltare la scuola per darsi alla delinquenza. Gli propone di fare uno scherzo a una guardia giurata con cui aveva avuto precedentemente un dissidio, ma tale guardia è stata contagiata dal vapore e reagisce uccidendo Gianluca prima di togliersi la vita. Sconvolto, Enrico telefona a Thomas per cercare conforto, ma Thomas non risponde al telefono ed il ragazzo allucina una sua risposta scostante.
Mentre la spirale di violenza a Roma raggiunge il culmine a causa di un temporale, sia Thomas che Enrico raggiungono l'ultimo stadio del contagio: allucinano entrambi Cristina, che li istiga separatamente a uccidersi a vicenda. I due hanno uno scontro al termine del quale Thomas sta per uccidere Enrico, ma interviene Barbara, che riesce per la prima volta dall'incidente a stare brevemente in piedi sulle proprie gambe. L'entità del vapore si dissolve, liberando Thomas ed Enrico.
La famiglia riunita esce per le strade di Roma, dove vede i superstiti del contagio abbracciarsi a vicenda, segnando la fine dell'accaduto.

## Distribuzione
Il film è stato distribuito nelle sale cinematografiche italiane a partire dal 10 novembre 2022; inizialmente vietato ai minori di 18 anni, a seguito dell'istanza di riesame presentata dalla produzione il Tar del Lazio ha accolto il ricorso modificando il divieto ai minori di 14 anni non accompagnati.

## Accoglienza
La sceneggiatura del film, scritta da Jacopo Del Giudice, si è aggiudicata nel 2017 il prestigioso Premio Solinas, per la prima volta assegnato ad un film di genere horror .
La pellicola ha ricevuto critiche positive dai siti specializzati.MYmovies.it gli assegna un voto di 3.5 stelle su 5
mentre sul sito Coming Soon il film riceve un giudizio di 4.2 su 5.